# Tauplitz
Tauplitz est une ancienne commune ainsi qu'une station de ski de taille moyenne, situées dans le district de Liezen dans le nord-ouest du Land de Styrie en Autriche.

## Station de ski
La Tauplitzalm est un plateau d'altitude situé entre 1 600 et 2 000 mètres d'altitude, sur lequel une infrastructure touristique a été développée. De nombreux restaurants, hôtels ainsi qu'une église y ont été construits depuis 1963. La Tauplitzalm est reliée à la commune de Tauplitz par deux télésièges débrayables, ainsi qu'à Bad Mitterndorf par la route de montagne à péage Tauplitzalm Alpenstraße, longue de 10 km. Selon le niveau d'enneigement, cette route peut parfois être fermée à la circulation en hiver.
Le domaine skiable, l'un des plus enneigés de la région, est très ensoleillé. Il est situé en majeure partie au-dessus de la limite de la forêt. La piste de retour au village de Tauplitz, longue de près de sept kilomètres, est entièrement enneigeable par canons à neige. L'essentiel du domaine est desservi par quatre remontées mécaniques de construction moderne, de type télésièges 4 ou 6 places débrayables. La partie excentrée à l'ouest du domaine reste toutefois desservie par le vieux téléski Mitterstein / Kurvenlift, souvent hors service. En 2009, son remplacement par un télésiège reste en projet.
La renommée de la station provient d'un côté de l'étendue de son domaine skiable, mais aussi de la variété de ses zones hors-pistes, en premier lieu le domaine desservi par le télésiège Lawinenstein. La Tauplitz est l'une des rares stations à offrir de telles possibilités autant à l'est des Alpes.
Le s'Kriemandl est le plus haut restaurant d'altitude de Styrie. Il se situe à 1 880 mètres d'altitude.
Tauplitz est membre des regroupements de stations de ski Steiermark Joker et Schneebärenland.

### Historique
- Décembre 1905 : Première descente à ski de Lawinenstein.
- 1911 : Organisation des championnats d'Autriche de ski à Tauplitz.
- 1935 : Le moniteur de ski Viktor Hierzegger crèe le premier modèle de téléski d'Autriche.
- 1954 : Construction du plus long (4 km) télésiège au monde (pour l'époque).
- 2000 : La station se présente sous le nom Die neue Tauplitz (en allemand : « la nouvelle Tauplitz »), pour refléter les importants investissements effectués dans l'infrastructure de la station.